# Гудвин, Фредди
Фре́дерик Гу́двин (англ. Frederick Goodwin; 28 июня 1933 — 19 февраля 2016), более известный как Фре́дди Гу́двин — английский футболист и футбольный тренер. Также играл в крикет за команду Ланкашира.

## Карьера игрока
Начал карьеру в клубе «Манчестер Юнайтед» в 1953 году. Его дебют в основном составе манчестерского клуба состоялся 20 ноября 1954 года в матче против «Арсенала» на «Олд Траффорд». В 1956 и 1957 годах выигрывал с командой чемпионский титул. После мюнхенской трагедии, в которой погибли восемь футболистов основного состава «Манчестер Юнайтед», стал игроком основного состава клуба. Сыграл в финале Кубка Англии 1958 года, в котором «Юнайтед» уступил «Болтону». Провёл в «Манчестер Юнайтед» шесть сезонов, сыграв в 107 матчах и забив 8 голов. 16 марта 1960 года был продан в «Лидс Юнайтед» за 10 000 фунтов.
В «Лидсе» Гудвин играл на позиции центрального защитника в связке с Джеком Чарльтоном. В 1962 году его из основы вытеснил Норман Хантер. В сезоне 1963/64, из-за травмы Чарльтона, Гудвин вновь вернулся в основу, но в этом же сезоне получил тяжелейшую травму: в матче Кубка Англии против «Кардифф Сити» столкнулся c Джоном Чарльзом, получив тройной перелом ноги. После этого он объявил о завершении своей карьеры. Всего он сыграл за «Лидс» 120 матчей и забил 2 гола.

## Тренерская карьера
1 декабря 1964 года подписал контракт с клубом «Сканторп Юнайтед», в котором стал играющим тренером. Из-за своей травмы он выходил на поле лишь шесть раз и забил один гол. Уделял большое внимание развитию молодёжи. Так, под его руководством в «Сканторпе» заиграл Рэй Клеменс, будущий вратарь сборной Англии. В сезоне 1965/66 под его руководством «Сканторп» одержал рекордную победу в лиге над клубом «Лутон Таун».
В 1967 году ушёл из «Сканторпа» в американский клуб «Нью-Йорк Дженералс». В следующем сезоне вернулся в Англию, став главным тренером «Брайтон энд Хоув Альбион», в котором работал с 1968 по 1970 годы.
Летом 1970 года возглавил клуб «Бирмингем Сити». По итогам сезона 1971/72 «Бирмингем» под его руководством вышел в Первый дивизион.
С 1976 по 1978 годы был главным тренером и президентом клуба «Миннесота Кикс» из Североамериканской футбольной лиги. Он оставался президентом клуба до июня 1981 года.

## Крикет
Фредди Гудвин сыграл 11 матчей за крикетный клуб графства Ланкашир в 1950-е годы.

## Достижения
Манчестер Юнайтед
- Победитель Первого дивизиона (2): 1955/56, 1956/57
- Обладатель Суперкубка Англии: 1957
- Финалист Кубка Англии: 1958